# دهستان چوقور
دهستان چوقور نام دهستانی در بخش طارم سفلی شهرستان قزوین، استان قزوین در ایران است. براساس سرشماری مرکز آمار ایران در سال ۱۳۸۵، جمعیت آن ۲،۳۰۸ نفر (۵۴۱ خانوار) بوده‌است.